# Diploglossus montisserrati
Diploglossus montisserrati é uma espécie de lagartos da família Anguidae.
Apenas pode ser encontrada em Montserrat.